# 성난 황소 (2018년 영화)
《성난황소》는 2018년에 개봉한 대한민국의 범죄 액션 영화이다. 김민호 감독이 연출했고 마동석, 송지효, 김성오, 김민재, 박지환이 출연하였다. 납치된 아내를 구하기 위한 남편의 추적극을 다룬다.
이 영화는 2018년 11월 22일에 공개되었다.

## 줄거리
주인공 동철은 거친 과거를 지녔으나, 아내 지수를 만난 뒤 건실하게 살고 있다. 친한 동생 춘식과 함께 수산시장에서 건어물 유통을 하던 동철은 지인 소개로 킹크랩 사업에 1억 원을 투자한다. 그러나 오기로 한 어선은 시간이 지나도 오지 않았고 사기를 당한 게 아닌가 전전긍긍하며 기다리기만 하게 된다. 그러던 중 지수와 차로 귀가하다가 뒷 차가 들이박는 사고를 낸다. 차에서 내린 동철은 사고 처리를 하겠다며 운전사를 내리라고 하지만 운전사는 퉁명스럽게 대답하며 돈 몇 푼을 내놓고는 내리려 하지 않았다. 사실 그 차는 부녀자 대상 대규모 인신매매단의 수장 기태의 차였고, 당시 차에는 막 납치한 젊은 여자를 데리고 있었다. 동철이 돈을 받아들지 않고 버티자 기태는 차에서 내려 부하인 운전사를 폭행하고 억지로 사과시킨다. 좋지 않은 낌새를 눈치챈 동철은 물러선다.
몇 달이 흐르고 킹크랩 어선은 여전히 도착하지 않는다. 동철이 지인에게 연락을 해보니 어선이 중국 영해를 침범해 나포되는 바람에 지연되고 있다는 것이었다. 한편 그날은 지수의 생일 날이었고, 동철은 고가의 킹크랩 전문 식당에서 지수의 생일 파티를 열어주다가 킹크랩 사업에 투자한 사실을 들켜 버린다. 지수는 화가 나 먼저 집에 가버린다. 곧 사과 메시지를 받은 동철은 생일 케이크를 싸들고 집으로 간다. 그런데 지수는 기태 패거리에게 이미 납치되어 있었다. 당황한 동철은 경찰에 실종 신고를 하지만 패거리들이 미리 CCTV를 조작해두었고 세찬 비가 내리고 있던 것 때문에 납치범을 알아내기는 어려웠다. 경찰서에서 나온 동철에게 기태의 전화가 걸려와 지수를 납치했다고 밝히며, 집 안에 남겨둔 주소로 동철을 찾아오라고 한다.
다음날 만나기로 한 장어 식당에 가보지만 기태는 없었고 거액의 돈이 든 돈가방만 있었다. 경찰서에 돈을 넘기지만 경찰은 여전히 수사가 어렵다는 말만 한다. 곧 돈이 부족해진 동철은 수산조합장을 찾아가 담판을 지어 그간 받지 못했던 대금을 받아낸다. 경찰을 믿지 못하게 된 동철은 자체적으로 범인을 쫓기로 결정하고, 춘식의 도움으로 유명 흥신소장 곰사장을 찾아간다. 곰사장의 도움으로, 식당에서 돈가방을 들고 들어가는 사람의 차 번호를 알아내어 세 사람은 차주를 찾아간다. 그러나 차주는 돈이 궁해 번호판을 팔았다고 하며, 판 곳은 어느 불법도박장이었다. 동철은 공격적으로 나오는 도박장 깡패들을 제압하고 그곳 사장을 닦달해, 최음제와 번호판을 두 달에 한 번씩 가져간 자들의 명함을 받는다. 그러나 명함을 받고 찾아간 곳은 이미 사장이 바뀌었다고 하고, 기태와 관련이 있는 듯한 남자를 발견하나 아깝게 놓치게 된다.
그러던 중 동철은 아내의 시신이 발견되었다는 경찰의 연락을 받는다. 확인해보니 그것은 아내가 아니라, 2년 전에 실종되었다는 여자의 시신이었다. 작은 실마리라도 얻기 위해 동철 일행은 여자의 남편을 찾아가고, 남편은 충격적인 사실을 말한다. 남편은 몇 년 동안 코마 상태인 아내를 돌보느라 고통을 받았고 그를 알고 접근한 기태에게 아내를 넘겨주고 돈을 받았다는 것이다. 그 남편은 동철에게 기태의 인신매매단 자료를 넘긴 뒤 곧 자살한다. 동철은 자료에 나온 대부업체를 찾아가고, 그곳에서 '두식'을 만난다. 두식은 바로 일전에 동철의 차를 박았던 운전사였다. 동철은 두식을 곰사장의 사무실로 끌고 와 협박하여 기태와 거래하려고 한다. 그러나 기태는 동철에게 먼저 연락하여, 두식을 죽이지 않으면 아내 지수도 죽이겠다며 협박한다. 동철이 두식을 죽이는 흉내를 냄으로써 위기는 간신히 넘긴다. 그러자 기태는 아내를 살리고 싶으면 받은 돈을 돌려내라고 한다.
동철 일행은 두식으로부터 기태의 인신매매 조직과 아지트에 대한 정보를 얻어낸다. 돈을 돌려주려면 경찰서에서 돈을 가져와야 했다. 신분위장이 특기인 곰사장의 도움으로 우여곡절 끝에 돈가방을 챙겨가지고 일행은 강원도에 있는 폐호텔을 찾아간다. 그러나 같은 시각, 기태 일당에게 사로잡혀 성폭행을 당하던 지수가 같이 납치된 소녀의 도움을 얻어 탈출하고 있었다. 기태가 지수를 다시 붙잡아 되돌아 오는 사이, 동철은 호텔에 남아 있던 기태의 부하들을 일망타진하였고, 곰사장과 춘식은 다른 여자들을 구출하였다. 동철은 호텔 입구에서 지수를 붙잡아 온 기태와 마주치고, 곧 도로에서 추격전이 벌어진다. 동철이 기태의 차를 막아서지만 차가 전복되고 말았으나, 탈출한 동철이 기태를 묵사발내고 마침내 지수를 구출한다.
동철의 활약으로 기태의 인신매매단은 모두 검거되고 동철도 수사를 도운 공로를 인정받는다. 다행스럽게도 킹크랩 어선 또한 나포에서 풀려나 입항한다. 1년이 지나 동철은 킹크랩 식당의 사장이 되었고 아내의 생일파티를 행복하게 보낸다.

## 캐스팅

### 주연
- 마동석 : 강동철 역 - 이 영화의 메인 남주인공. 잠자던 본능이 깨어난 성난 황소.
- 송지효 : 김지수 역 - 이 영화의 메인 여주인공. 황소같은 동철을 휘어잡는 아내.

### 조연
- 김성오 : 기태 역 - 인간말종 1, 이 영화의 메인 빌런이자 최종 보스. 남다른 거래를 제안하는 악질 납치범.
- 김민재 : 곰 사장 역 - 변신의 귀재 흥신소대표 본명 이진우.
- 박지환 : 박춘식 역 - 의리 넘치는 동철의 파트너.
- 이성우 : 두식 역 - 인간말종 2. 동철한테 호되게 맞고 붙잡혀서 곰사장과 춘식한테 전기 고문을 당한 기태의 부하.
- 배누리 : 소연 역 - 기태한테 초반에 납치된 젊은 여성.
- 박지훈 : 작두 역 - 인간말종 3. 이 영화의 서브 빌런. 아지트에서 감금한 여자들을 감시하는 감시관.
- 박광재 : 거구 역 - 인간말종 4. 이 영화의 중간 보스. 기태의 오른팔이자 덩치.
- 임형준 : 최중연 역 - 초반에 지수가 납치될 때 아파트 입구에서 동철이 못가게 길을 막고 있던 남자.
- 정해균 : 홍광표 역 - 본작의 만악의 근원. 수협 조합장.
- 김원해 : 선주 역 - 박 사장과 친분이 있는 킹크랩 사장.
- 정인기 : 박 사장 역 - 강동철과 친분이 있는 킹크랩 사장 선주를 소개 시켜주며 킹크랩 거래를 주선하는 박 사장.
- 장혁진 : 최만식 역 - 기태 일행한테 번호판을 넘긴 남자.
- 최홍일 : 중년남 역 - 소연의 아버지

### 그 외
- 손강국 : 경리계 근무자 역
- 배성일 : 바닷가식당 종업원 역
- 강규환 : 김 형사 역
- 임일규 : 장 형사 역
- 김용빈 : 경찰남 역
- 김재철 : 대리인 역
- 김수진 : 변호사 역
- 전익령 : 브로커 역
- 진모 : 사내 1 역
- 송봉근 : 사내 2 역
- 배진웅 : 사내 3 역
- 정은성 : 술취한아가씨 역
- 박진성 : 남자 1 역
- 이도군 : 레스토랑 종업원 역
- 권오수 : 도박장 노인 역
- 천성문 : 단란주점 직원 역
- 서문호 : 초소경찰 역
- 박채익 : 택시기사 역
- 배진아 : 미자 역
- 황재열 : 중고차 딜러 역
- 박응수 : 수산시장 상인 역
- 심소영 : 꼼장어 아줌마 역
- 김규동 : 선주 운전기사 역
- 문혁 : 대리인 보조 역
- 금광산 : 조합장 패거리 1 역
- 김흥태 : 조합장 패거리 2 역
- 김성종 : 조합장 패거리 3 역
- 이동진 : 몽타주 피해자 1 역
- 김인오 : 몽타주 피해자 2 역
- 윤진하 : 몽타주 피해자 3 역
- 노성후 : 킹크렙 발렛직원 역
- 강유진 : 붕대녀 역
- 조한나 : 이은정 역
- 마르코 테시오레 : Bar 외국인 1 역
- 토마스 메이틀랜드 : Bar 외국인 2 역
- 박혜림 : 면접녀 1 역
- 신현주 : 면접녀 2 역
- 신수경 : 면접녀 3 역
- 한시연 : 면접녀 4 역
- 홍이주 : 의문남 부인 역
- 김산 : 의문남 애기 역
- 박인지 : 경리 역
- 빈서영 : 서빙녀 1 역
- 김레아 : 서빙녀 2 역
- 이세영 : 서빙녀 3 역
- 이연주 : 요양원 간호사 1 역
- 서윤희 : 요양원 간호사 2 역
- 옥주리 : 이웃집 주민 1 역
- 허성우 : 이웃집 주민 2 역
- 오윤설 : 이웃집 아이 역
- 이창훈 : 수상한 아저씨 역
- 조애리 : 단람주점 아가씨 1 역
- 한희경 : 단람주점 아가씨 2 역
- 김가빈 : 단람주점 아가씨 3 역
- 윤은지 : 납치녀 1 역
- 이일현 : 납치녀 2 역
- 이든 : 납치녀 3 역
- 최성환 : 도박장 양아치 역
- 최운경 : 파이낸셜 데스크 직원 역
- 김여진 : YTN 아나운서 역

### 특별출연
- 강영묵 : 무명의 간부 역 - 인간말종 5. 기태 일당의 간부들 중 한 명으로 M자 탈모에 양복 차림을 한 이름 불명의 간부.

## 일본판 성우진
- 코야마 리키야 : 강동철(마동석)
- 타케다 하나 : 지수(송지효)
- 미카미 사토시 : 기태(김성오)
- ? : 곰 사장(김민재)
- 소마 코이치 : 춘식(박지환)

## 제작
주요 사진 촬영은 2018년 5월 4일에 시작되어 2018년 8월 3일에 마무리되었다.

## 평가
개봉 무렵, 이 영화는 예매순위 1위를 기록하여 133,785명의 관중을 끌어 모았다.
영화가 개봉된 지 5일 만에 1백만 명 관중을 돌파하였다.

## 같이 보기
- 2018년 대한민국의 영화 목록

## 참고 사항
- 마동석, 박지환, 이성우, 임형준, 서문호, 금광산은 영화 《범죄도시》 이후로 1년만에 재회했다.
- 마동석, 배진아, 서문호는 영화 《동네사람들》 이후로 1달만에 재회했다.
- 이성우, 박광재, 김흥태는 영화 《강남 1970》 이후로 3년만에 재회했다.
- 박광재, 장혁진, 금광산은 MBC 주말 드라마 《불어라 미풍아》 이후로 2년만에 재회했다.